# Syndrome de Kugelberg-Welander
 Mise en garde médicale
Le syndrome de Kugelberg-Welander ou maladie de Wohlfart-Kugelberg-Welander (ou amyotrophie spinale de type 3) est une maladie d'origine génétique (autosomale récessive). Il s'agit d'une forme d'amyotrophie spinale.
Elle débute avant 18 ans (mais après l'acquisition de la marche en général) et se caractérise par une évolution lente touchant d'abord quadriceps et muscles fléchisseurs de la hanche : muscle pectiné, muscle petit glutéal, etc.

## Origine du nom
Le syndrome de Kugelberg-Welander est nommé ainsi après Erik Klas Hendrik Kugelberg (1913, Stockholm, Suède - 1983) et Lisa Welander (1909-2001) ,.